# Riforma emancipativa del 1861

Dei mužik intenti ad ascoltare la proclamazione della riforma in un dipinto di Boris Michajlovič Kustodiev del 1907.

La riforma emancipativa del 1861 (in russo Крестьянская реформа 1861 года?, Krest’janskaja reforma 1861 goda) venne emanata nell'Impero russo dallo zar Alessandro II di Russia; con essa venne abolita la servitù da tutto il territorio imperiale. Fu la prima riforma liberale compiuta nel corso del regno da Alessandro II; lo zar risolse alcuni problemi non affrontati da suo padre, Nicola I.

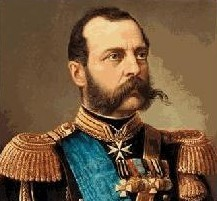
Lo zar Alessandro II.

La riforma era stata annunciata in seguito alla sconfitta dell'impero durante la guerra di Crimea, a causa della quale era nato uno scontento generale e di conseguenza si era accentuato il sentimento di necessità di rinnovamento nelle strutture statali, presente già dai decenni precedenti. L'11 aprile 1856, lo zar pronunciò un discorso ai rappresentanti della nobiltà moscovita, considerato l'avvio del processo di emancipazione. Tranquillizzò dapprima la platea smentendo le voci su di una sua intenzione di abolire subito la servitù della gleba, poi aggiunse: 
(Dal discorso di Alessandro II alla nobiltà moscovita dell'11 aprile 1856)

## Descrizione della riforma
La percentuale dei servi sul totale della popolazione era stimata nel 38%. Con la riforma guadagnarono vari diritti: la piena libertà alla cittadinanza, il matrimonio liberamente scelto, la possibilità di avviare attività economiche proprie (o di acquistare la terra precedentemente appartenente al padrone ma coltivata da loro stessi). I servi posseduti dallo stato, comunque, vennero liberati di fatto solo nel 1866.
Le commissioni locali preposte all'emancipazione, dominate dei signori terrieri, effettuarono l'emancipazione quasi sempre a loro vantaggio limitando la libertà concessa agli ex-servi. Coloro che erano stati servi, di norma, rimanevano nei villaggi di origine ma veniva richiesto loro di pagare indennità per ottenere in usufrutto le terre, pagamenti dilazionati anche per periodi di cinquant'anni. I proprietari terrieri che avevano emancipato servi vennero indennizzati attraverso obbligazioni di stato.
Il governo russo prevedeva che i cinquantamila proprietari terrieri che possedevano tenute con estensione maggiore di 1,1 chilometri quadri avrebbero continuato a gestire le loro tenute anche senza i servi e avrebbero continuato anche a fornire il personale politico e amministrativo necessario per la gestione della Russia. Il governo era anche convinto che i contadini avrebbero prodotto raccolti sufficienti sia per il loro consumo che per l'esportazione e che quindi avrebbero contribuito a ridurre il notevole debito estero della Russia. Queste aspettative avrebbero potuto essere realistiche se l'operazione fosse stata condotta in modo corretto ed efficiente. Ma le lentezze dell'apparato burocratico, saldamente in mano alla nobiltà, e i troppi interessi da parte dei proprietari terrieri generarono una situazione per cui sia i servi emancipati che i loro ex proprietari rimasero insoddisfatti.